# Riesenzellglioblastom
Das Riesenzellglioblastom ist eine Variante des Glioblastomes. Zusammen mit dem Gliosarkom und dem Epitheloidem Glioblastom wird es als IDH-Wildtyp bezeichnet und in der WHO-Klassifikation der Tumoren des zentralen Nervensystems als Grad IV eingestuft. Kennzeichnend sind ausgeprägte mehrkernige (mehr als 20 Kerne) Tumorriesenzellen bis zu 400 µm Durchmesser.

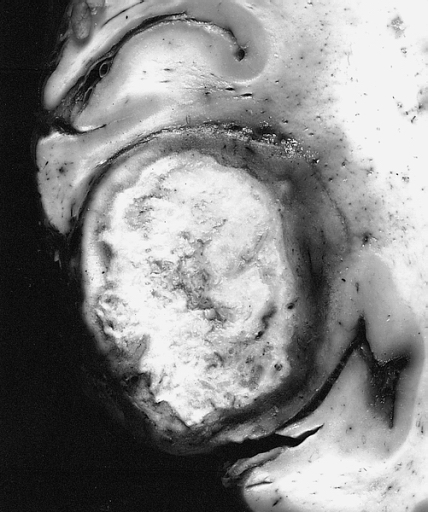
Dieses Riesenzellglioblastom ist eine solide Raumforderung, die klinisch und radiologisch einer Karzinommetastase ähnelt

Beim Riesenzellglioblastom sind nur selten EGFR-Mutationen, aber in 80 % TP53-Mutationen nachweisbar.
Synonyme: Monstrozelluläres Sarkom; englisch Giant cell glioblastoma; GC-GBM
Die Erstbeschreibung stammt aus dem Jahre 1909 durch den Pathologen Alexander Schmincke (1877–1953), der Begriff „Riesenzellglioblastom“ wurde von O. Meyer im Jahre 1913 vorgeschlagen.
Klinische Erscheinungen, Diagnostik und Therapie entsprechen dem Glioblastom, siehe dort. Mitunter sind jüngere Patienten betroffen.

## Verbreitung
Riesenzellglioblastome machen weniger als 5 % aller Glioblastome aus.

## Differentialdiagnose
Abzugrenzen ist das Pleomorphe Xanthoastrozytom.
Beim Riesenzellglioblastom können häufig Mutationen im TP53-Gen auf Chromosom 17 auf Genort p13.1 nachgewiesen werden. BRAF-V600E-Mutationen sind hingegen selten, was zur Abgrenzung zum Pleomorphen Xanthoastrozytom wichtig ist.